# ヴィンス・フィリップス
ヴィンス・フィリップス（Vince Phillips、1963年7月23日 - ）は、アメリカ合衆国出身の男性プロボクサー。元IBF世界スーパーライト級王者。

## 来歴
1963年7月23日、アメリカ合衆国のフロリダ州ペンサコーラで生誕。アマチュアボクシングの全米選手権で2度連続優勝した後、1989年にプロデビュー。
1992年4月9日に無敗のままIBFインターコンチネンタルスーパーライト級王座を獲得し、1996年4月12日には、わずか1敗のままアイク・クォーティーの持つWBA世界ウェルター級王座に挑戦する。しかし、3RTKO負けを喫し挑戦に失敗する。
1997年5月31日にコンスタンチン・チューの持つIBF世界スーパーライト級王座に挑戦。試合前は絶対不利とされていたが、10R目に左アッパーでチューを仕留め、TKO勝ちで王座を獲得する。この試合はリング誌が認定するアップセット・オブ・ザ・イヤー（番狂わせ）に選ばれた。3度防衛を果たすと、1999年2月20日にテレン・ミレットに5RTKOで敗れ、4度目の防衛に失敗し王座を失う。
その後、NABF・NABOといった地区王座や、マイナー団体WBUの世界王座にも挑戦するがいずれも失敗した。
2003年4月5日、WBUスーパーライト級王者リッキー・ハットンと対戦し、0-3の大差判定負け。試合後のドラッグテストで陽性反応が出た。
2003年11月18日、日本の魔裟斗とK-1ルールで対戦。一方的にローキックを受け続け、2R15秒でKO負けとなった。前日計量でも、契約体重70kgをオーバーしていた。
2005年6月3日、2度目のWBCアメリカ大陸ウェルター級王座挑戦に成功。2006年6月2日、ヘスス・ソト・カラスに9RTKO負けし同王座2度目の防衛に失敗。再び無冠になる。

## 戦績
- アマチュアボクシング: 100戦 90勝 10敗
- プロボクシング: 61戦 48勝 34KO 12敗 1分
- プロキックボクシング: 1戦 1敗

| 勝敗 | 対戦相手 | 試合結果                   | 大会名                                | 開催年月日     |
| ×    | 魔裟斗   | 2R 0:15 KO（右ローキック） | K-1 WORLD MAX 2003 〜世界王者対抗戦〜 | 2003年11月18日 |

## 獲得タイトル
- アマチュア
  - 1985年全米アマチュアボクシング選手権ライト級優勝
  - 1986年全米アマチュアボクシング選手権ライト級優勝
- プロフェッショナル
  - IBFインターコンチネンタルスーパーライト級王座
  - WBCアメリカ大陸スーパーウェルター級王座
  - IBF世界スーパーライト級王座